# Sara Naomi Bleich
Sara Naomi Bleich es una psicóloga y profesora de salud pública estadounidense que es la vicerrectora inaugural de Proyectos Especiales en la Universidad de Harvard. Se especializa en enfermedades relacionadas con la dieta y desigualdad en la atención médica. Anteriormente se desempeñó como miembro de la Casa Blanca durante la presidencia de Barack Obama. Fue incluida en la Academia Nacional de Medicina.

## Biografía

### Primeros años
Nació en Baltimore y asistió a la escuela Garrison Forest. Era estudiante de pregrado en la Universidad de Columbia, donde estudió psicología. Se mudó a la Universidad de Harvard para realizar su investigación doctoral, donde estudió políticas sobre obesidad., tesis: Obesity policy and the public. Su investigación demostró que la confianza en los expertos científicos da como resultado un mayor cumplimiento de sus recomendaciones nutricionales, y que los hispanos y las personas mayores tenían pocas probabilidades de confiar en los expertos científicos.

### Carrera
Fue profesora asociada en la Universidad Johns Hopkins. Investigó las disparidades en la práctica médica y demostró que los pacientes obesos se sentían juzgados por sus médicos y, como resultado, tenían menos probabilidades de perder peso.
En 2015, fue nombrada miembro de la Casa Blanca durante la administración Obama. Asesoró al Departamento de Agricultura de los Estados Unidos (USDA) en materia de alimentación, nutrición y servicios al consumidor. También trabajó con Michelle Obama en la iniciativa Let's Move!.
En 2016, se trasladó a la Universidad de Harvard como profesora de Políticas de Salud Pública. De 2022 a 2023, trabajó con Joe Biden como Directora de la actividad del USDA sobre Seguridad Nutricional y Equidad en Salud. Fue nombrada vicerrectora de Proyectos Especiales en Harvard en 2023, donde fue puesta a cargo del Comité Presidencial sobre Harvard y el legado de la esclavitud.

## Premios y honores
- Premio a la Investigación en Comunicaciones de Interés Público (2015).[10]
- Premio Frank (2015).[11]
- Salón de Excelencia de Garrison Forest (2017).[1][12]
- Miembro de la Academia Nacional de Medicina (2023).[13]